# Cannes
Cannes (Occitaans: Canas; Italiaans (verouderd): Canne) is een gemeente in Zuid-Frankrijk met 74.040 inwoners op 1 januari 2022. Cannes ligt vlak bij Nice aan de Côte d'Azur (Middellandse Zee) in het departement Alpes-Maritimes.
In Cannes wordt jaarlijks in mei het filmfestival van Cannes gehouden.

## Geografie
De oppervlakte van Cannes bedroeg op 1 januari 2022 19,62 vierkante kilometer; de bevolkingsdichtheid was toen 3.773,7 inwoners per km².
Buiten de kust, in de Baai van Cannes, liggen de Lérins-eilanden Sainte-Marguerite en Saint-Honorat.
De onderstaande kaart toont de ligging van Cannes met de belangrijkste infrastructuur en aangrenzende gemeenten.

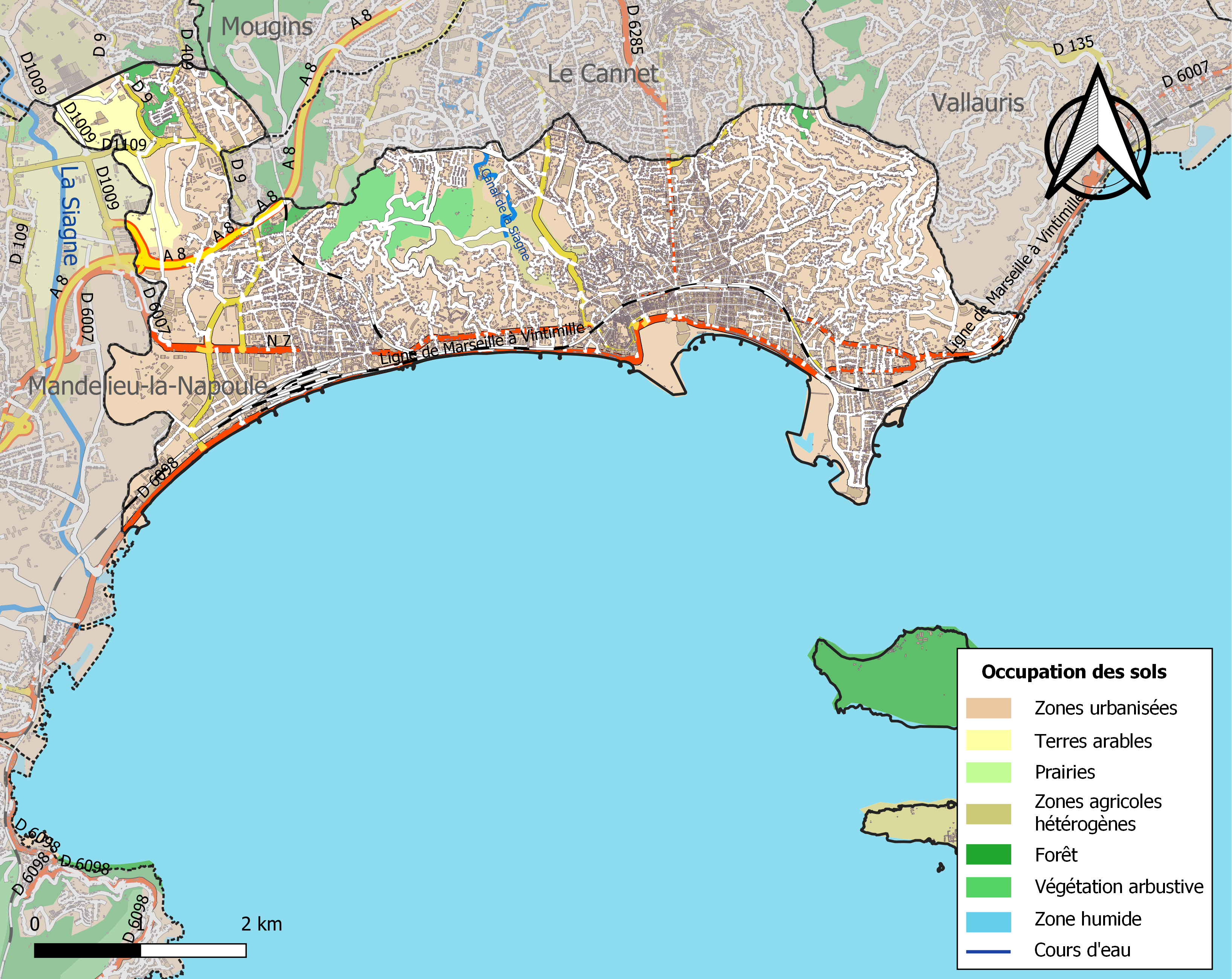

## Geschiedenis
De stad ontstond uit een versterkte toren op de heuvel boven de stad (de huidige Place de la Castre), gebouwd in de 11e eeuw in opdracht van abt Aldebert I van de abdij van Saint-Honorat. Dit groeide later uit tot een kasteel. Vanaf de Middeleeuwen tot aan het begin van de 19e eeuw was Cannes een klein stadje, dat voornamelijk afhankelijk was van de visvangst.

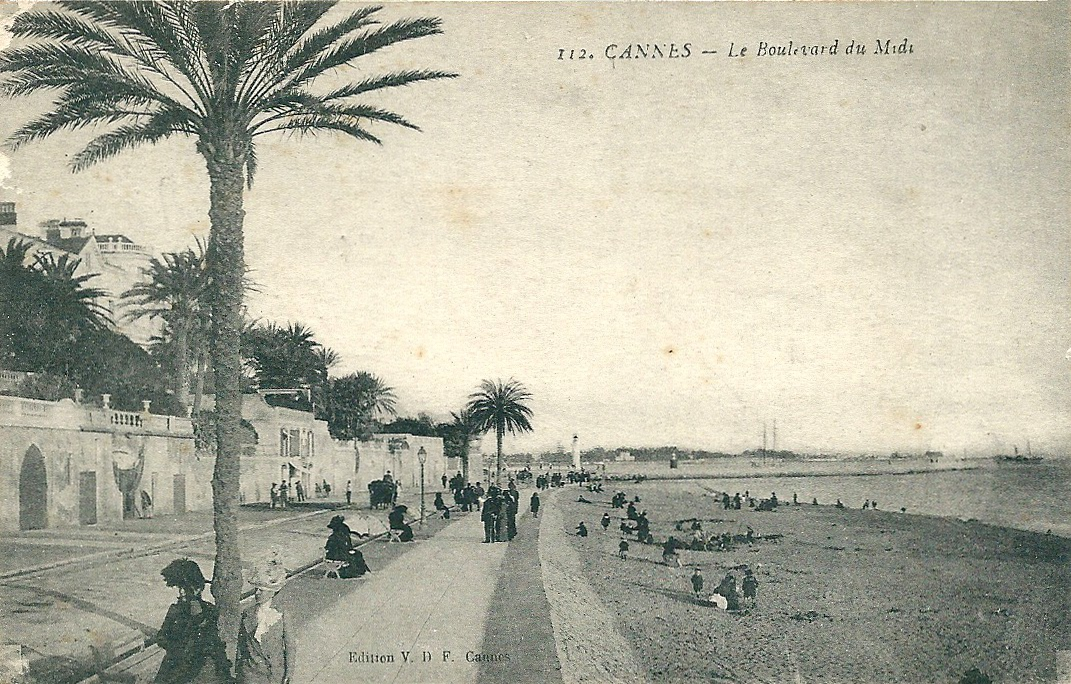
Strand van Cannes voor 1918

Ten noorden van Cannes ligt Le Cannet, een verkleinwoord van Cannes, dat dus 'klein Cannes' betekent. Het oorspronkelijke bergdorp bestaat nog steeds, maar is in de verdrukking gekomen van de in de jaren zestig gebouwde flats, waardoor Le Cannet is vastgebouwd aan Cannes.
Vanaf ongeveer 1830 werden vanwege het milde subtropische klimaat door Franse en buitenlandse aristocraten vakantiehuizen gebouwd in de omgeving, waarmee Cannes geleidelijk veranderde in een centrum voor de internationale beau monde. Nog steeds kent Cannes in het achterland villa's uit de jugendstil, châteaux, veelal vervallen, die eraan toe zijn te worden gerenoveerd. Lord Henry Peter Brougham (1778-1868) wordt gezien als verantwoordelijk voor de groei van Cannes. Hij was een getalenteerde en gerespecteerde Britse politicus, die Cannes in 1834 'ontdekte', toen hij samen met zijn dochter naar Italië reisde. Wegens een cholera-uitbraak moesten ze uitwijken naar Cannes. Hij kocht grond in de omgeving en gebruikte zijn contacten in de Franse politiek bij de ontwikkeling van de Franse Rivièra. Mede op initiatief van Engelse investeerders werd langs de hele Franse kust de spoorbaan aangelegd. In 1863 werd Cannes aangesloten op het spoorwegnetwerk, wat een nieuwe impuls gaf aan het toerisme.
Cannes kende oorspronkelijk geen zandstranden. Nadat buiten Le Suquet, de oude kern van Cannes op de berg, door Engelse investeerders zand voor de fundamenten van hotel Carlton was uitgegraven, ontstond zo het eerste kunstmatige zandstrand van Cannes. Daar verdiende Cannes veel aan, wat maakte dat projectontwikkelaars er gingen bouwen. Met name in de jaren 60 en 70 van de 20e eeuw is Cannes in rap tempo volgebouwd in de bouwstijl van die tijd.

## Toerisme en bezienswaardigheden
Cannes ligt aan de Côte d'Azur en is bekend vanwege de zandstranden, dit in tegenstelling tot Nice, dat kiezelstranden heeft.
Cannes bezit naast de oude haven (Vieux Port) verschillende jachthavens: Port Canto, Port du Moure Rouge, Port Pointe Croisette en Port Saint-Honorat.
Bezienswaardigheden zijn:
- Notre-Dame-de-l'Espérance-kerk (16e - 17e eeuw)
- Kapel Sainte-Anne, versterkte kapel uit de Middeleeuwen
- Marché Forville, een overdekte markt

### Musea
- Musée des explorations du monde (voorheen Musée de la Castre), museum in het kasteel van Cannes in Le Suquet op basis van de etnografische collecties van baron Tinco Martinus Lycklama à Nijeholt.
- Musée du Masque de fer et du Fort Royal, museum in Fort Royal op het Île Sainte-Marguerite.
- Écomusée sous-marin, onderwaterbeelden voor de zuidkust van het Île Sainte-Marguerite.

## Galerij

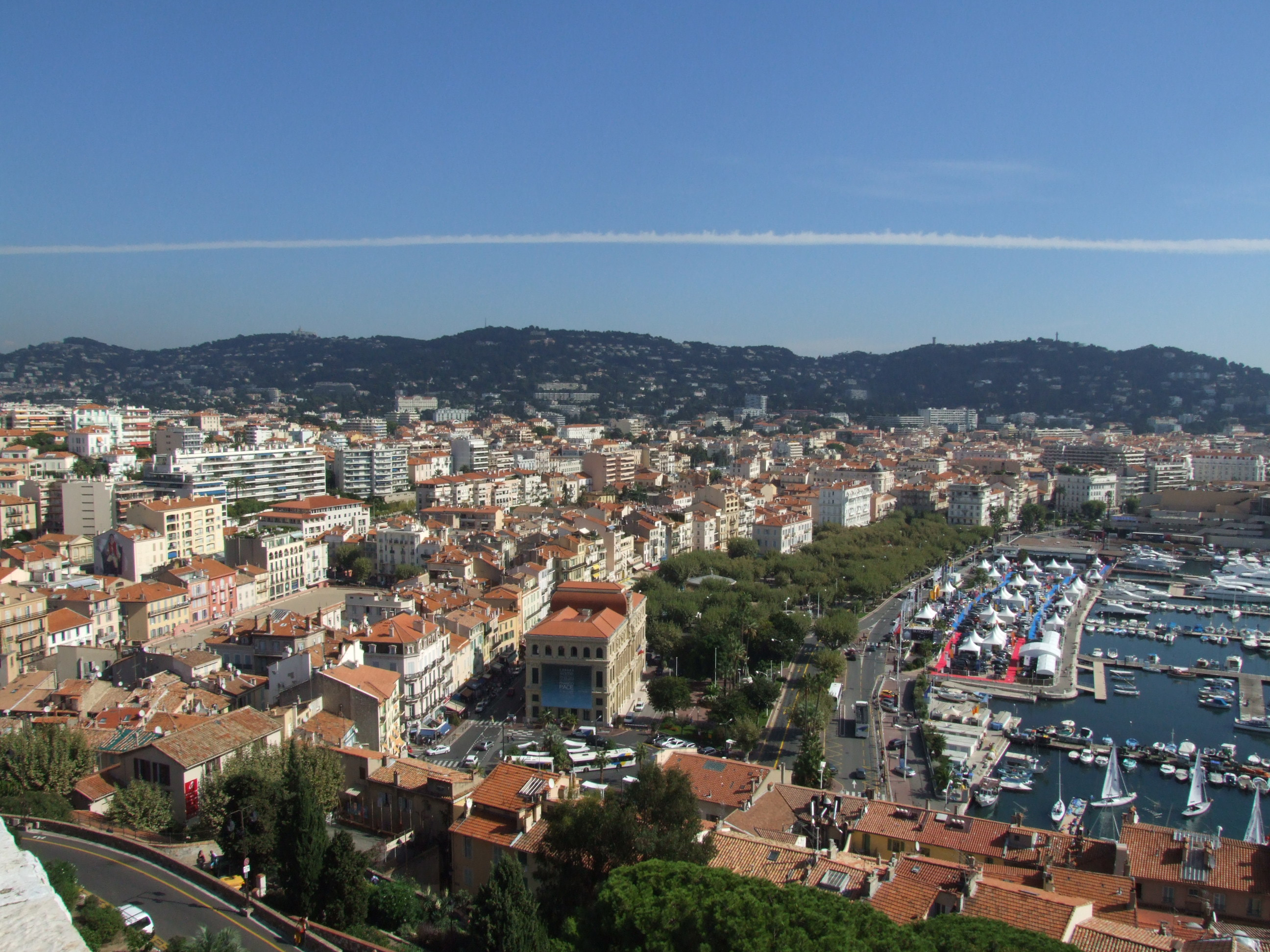
Gezicht op Cannes
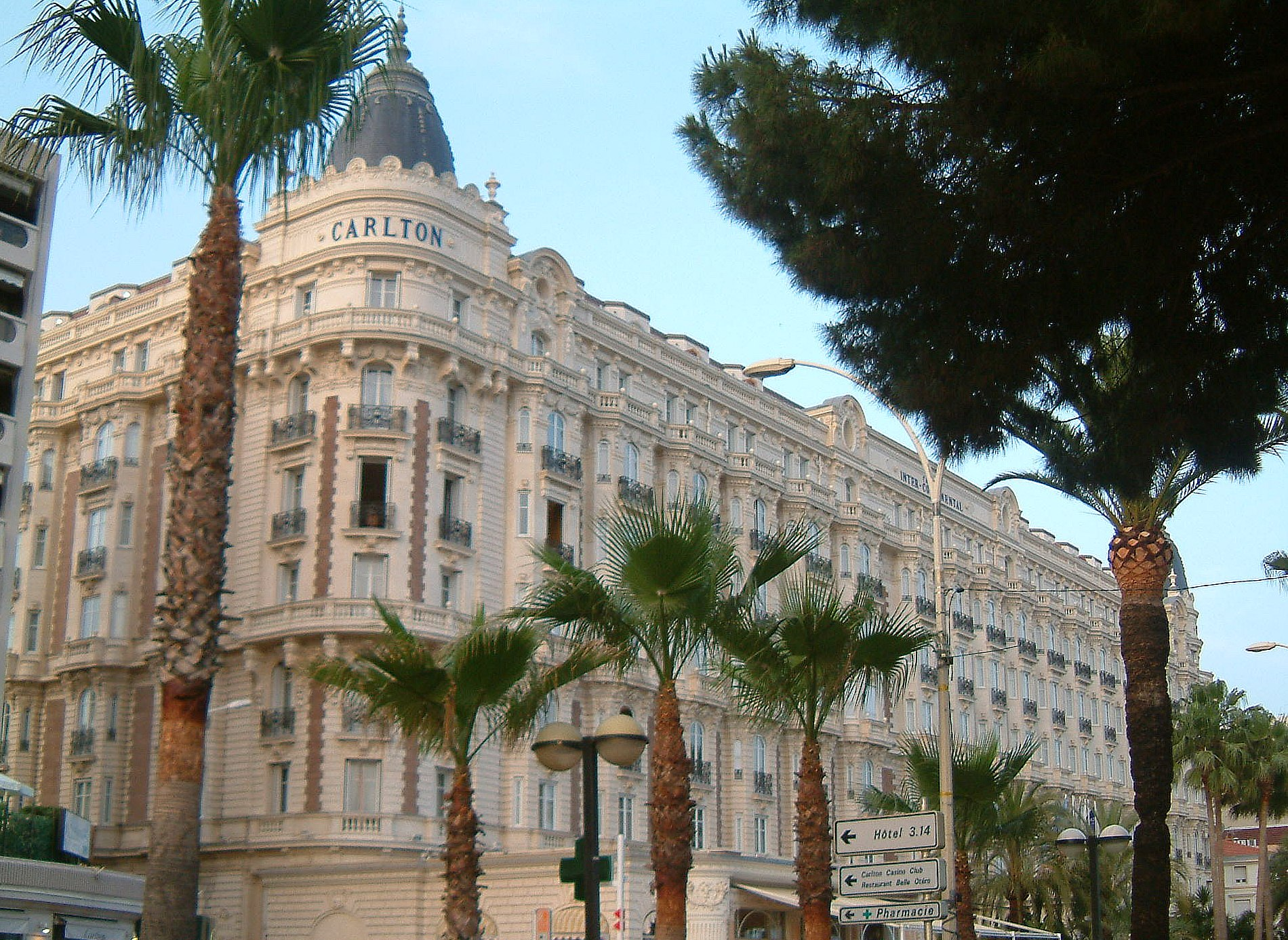
Hotel Carlton Cannes
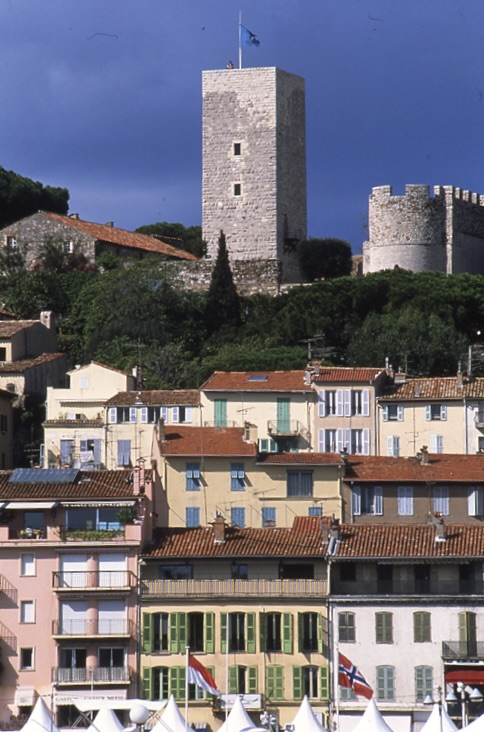
Kasteel van Cannes

## Demografie
Onderstaande figuur toont het verloop van het inwonertal (bron: INSEE-tellingen).
Vanwege een beveiligingsprobleem met de MediaWiki Graph-software is het momenteel niet mogelijk deze grafiek weer te geven. Zodra de software is bijgewerkt zal de grafiek vanzelf weer zichtbaar worden.

## Economie
Het toerisme is voor Cannes een belangrijke bron van inkomsten. Het filmfestival van Cannes, dat jaarlijks in mei wordt gehouden, is een belangrijk evenement voor de filmindustrie, dat voor de eerste maal plaatsvond in 1946. Het wordt gehouden in het Palais des Festivals et des Congrès aan het begin van de boulevard La Croisette.
Er is tevens een jaarlijks terugkerend televisiefestival, dat in de laatste week van september wordt uitgezonden.
Het gebied rondom Cannes heeft zich ontwikkeld tot een hightech gebied. Het technologiecentrum Sophia Antipolis ligt in de gemeente Valbonne, in de heuvels boven Cannes.
Cannes is de eerste congresstad van Frankrijk. In 1922 vond in Cannes de Conferentie van Cannes plaats. Elk jaar in maart trekt de MIPIM, de grootste onroerendgoedbeurs ter wereld, circa 25.000 bezoekers. Jaarlijks zijn er congressen op het gebied van muziek, geluidsdragers en IT-technologie. Daarnaast is Cannes gastheer voor het Cannes Lions International Advertising Festival en is er jaarlijks een grote botenshow.
Mede vanwege deze congressen wordt de buurt gevuld met cafés, restaurants en hotels, waaronder de beroemde en dure hotels Carlton en Martinez.

## Vervoer
In Cannes is een internationaal treinstation Cannes. Hiervandaan vertrekken TGV's richting Nice en Lyon-Parijs. Een ander station is Cannes-La-Bocca.
In het stadscentrum wordt het vervoer geregeld door elektrische bussen, de E-LO, terwijl met een bus met open dak tussen het Hôtel de Ville en het Palm Beach Casino kan worden gependeld. Er zijn veerdiensten tussen Cannes en de Lérins-eilanden voor de kust.
Cannes heeft bij de afslag Cannes/La Bocca een eigen vliegveld voor kleine vliegtuigen. Het internationaal vliegveld Nice ligt op 20 minuten rijden; het internationale vliegveld bij Marseille ligt op 1,5 uur rijden.

## Sport
- AS Cannes is de volleybalclub van Cannes die uitkomt in de hoogste competitie van Frankrijk.
- AS Cannes is de voetbalclub uit Cannes. de club was van 1932 tot 2001 steevast vertegenwoordig in een van de twee hoogste klassen, maar is intussen weggezakt naar lagere reeksen. In 2017 kon de club terug promoveren naar de vijfde klasse.
- Cannes is tussen 1929 en 1957 12 keer etappeplaats geweest in wielerkoers Ronde van Frankrijk.

## Internationale betrekkingen

### Partnersteden
- Madrid (Spanje) sinds 1957
- Kensington (Verenigd Koninkrijk) sinds 1970
- Chelsea (Verenigd Koninkrijk) sinds 1970
- Beverly Hills (Verenigde Staten) sinds 1986
- Shizuoka (Japan) sinds 1991
- Acapulco (Mexico) sinds 1994
- Sanya (Volksrepubliek China) sinds 1997

### Bevriende steden
- Papeete (Frankrijk/Tahiti) sinds 1960
- Florence (Italië) sinds 1991
- Boedapest (Hongarije) sinds 1993
- Tel Aviv (Israël) sinds 1993
- Gstaad (Zwitserland) sinds 1995
- Quebec (Canada) sinds 1998
- Moskou (Rusland) sinds 1998
- Turijn (Italië) sinds 1999

## Geboren in Cannes
- Gérard Philipe (1922-1959), acteur
- Gisèle Pascal (1923-2007), actrice
- Claude Bolling (1930-2020), jazzpianist en componist
- Jean-Gabriel Albicocco (1936-2001), filmregisseur
- Pilar van Bourbon (1936-2020), lid Spaanse koninklijke familie
- Michel Dussuyer (1959), voetballer en voetbaltrainer
- Marie-France van Helden-Vives (1959), schaatsster
- Bernard Casoni (1961), voetballer en voetbaltrainer
- Johan Micoud (1973), voetballer
- Sébastien Vieilledent (1976), roeier
- Johann Zarco (1990), motorcoureur
- Dylan Bronn (1995), Frans-Tunesisch voetballer

## Overleden in Cannes
- Tinco Martinus Lycklama à Nijeholt (1837-1900) (1900)
- Karel Ooms (1900)
- Marius Berliet (1949)
- Klaus Mann (1949)
- Elisabeth van Roemenië (1894-1956) (1956)
- J.F. Willumsen (1958)
- Euan Rabagliatti (1978)
- Félix Leblanc (1979)
- Charles Vanel (1989)
- René Pellarin (1998)
- Félix Lévitan (2007)
- Jo Röpcke (2007)
- Yvette Lebon (2014)
- John van Dijk (2020)
- Jochen Mass (2025)